# Obligation de sécurité de l'employeur
 (juin 2025).
- Si vous ne connaissez pas le sujet, laissez ce bandeau (vous pouvez alors contacter les auteurs).
- Si vous supprimez le contenu mis en cause (vous pouvez préalablement contacter les auteurs),

argumentez précisément cette suppression dans la page de discussion
(un manque de référence n'est pas un argument ; une recherche réelle de référence doit avoir été effectuée, être formellement documentée).
 (février 2021).
La mise en forme du texte ne suit pas les recommandations de Wikipédia : il faut le « wikifier ».
Les points d'amélioration suivants sont les cas les plus fréquents :
- Les titres sont pré-formatés par le logiciel. Ils ne sont ni en capitales, ni en gras.
- Le texte ne doit pas être écrit en capitales (les noms de famille non plus), ni en gras, ni en italique, ni en « petit »…
- Le gras n'est utilisé que pour surligner le titre de l'article dans l'introduction, une seule fois.
- L'italique est rarement utilisé : mots en langue étrangère, titres d'œuvres, noms de bateaux, etc.
- Les citations ne sont pas en italique mais en corps de texte normal. Elles sont entourées par des guillemets français : « et ».
- Les listes à puces sont à éviter, des paragraphes rédigés étant largement préférés. Les tableaux sont à réserver à la présentation de données structurées (résultats, etc.).
- Les appels de note de bas de page (petits chiffres en exposant, introduits par l'outil «  Source ») sont à placer entre la fin de phrase et le point final[comme ça].
- Les liens internes (vers d'autres articles de Wikipédia) sont à choisir avec parcimonie. Créez des liens vers des articles approfondissant le sujet. Les termes génériques sans rapport avec le sujet sont à éviter, ainsi que les répétitions de liens vers un même terme.
- Les liens externes sont à placer uniquement dans une section « Liens externes », à la fin de l'article. Ces liens sont à choisir avec parcimonie suivant les règles définies. Si un lien sert de source à l'article, son insertion dans le texte est à faire par les notes de bas de page.
- La présentation des références doit suivre les conventions bibliographiques. Il est recommandé d'utiliser les modèles {{Ouvrage}}, {{Chapitre}}, {{Article}}, {{Lien web}} et/ou {{Bibliographie}}. Le mode d'édition visuel peut mettre en forme automatiquement les références.
- Insérer une infobox (cadre d'informations à droite) n'est pas obligatoire pour parachever la mise en page.

Pour une aide détaillée, merci de consulter Aide:Wikification.
Si vous pensez que ces points ont été résolus, vous pouvez retirer ce bandeau et améliorer la mise en forme d'un autre article.
L’obligation de sécurité est une création prétorienne. Le juge a reconnu pour la première fois en 1911 une obligation de sécurité dans le domaine des transports (arrêt du 21 novembre 1911). 
Le législateur a introduit la notion d’obligation de sécurité aux relations de travail, notamment par le biais de 3 lois :
- La loi du 12 juin 1893 relative à « l’hygiène et la sécurité des travailleurs dans les établissements industriels ».
- La loi du 9 avril 1898 relative aux « responsabilités des accidents dont les ouvriers sont victimes dans leur travail ».
- Puis, il faut attendre la loi du 6 décembre 1976 relative au « développement de la prévention des accidents du travail » qui a amélioré le dispositif.

La prise en charge de l’obligation de sécurité de l’employeur s’est étendue au niveau international et européen. Au niveau international, il est prévu dans la Convention 187 de l’Organisation Internationale du Travail (OIT) sur le cadre promotionnel pour la sécurité et la santé au travail, que la « culture de prévention nationale en matière de sécurité et de santé » doit se voir accorder « la plus haute priorité ».
Au niveau européen, le cadre général en matière d’amélioration de la santé et de la sécurité des travailleurs a été fixé par le biais d’une directive-cadre du 12 juin 1989. Elle a été transposée en France par une loi du 31 décembre 1991. Cette directive marque le passage d’une obligation de moyens à une obligation de résultat (voir 2. Portée de l’obligation). 
De plus, la directive est à l’origine d’une trentaine d’articles nouveaux introduits dans le Code du travail. On y retrouve alors l’ancien article L.230-2 du Code du travail, aujourd’hui codifié à l’article L.4121-1 du Code du travail, affirmant un principe général de prévention en matière de sécurité au travail. 
Par ailleurs, la charte des droits fondamentaux de l’UE dispose, en son article 31, que « tout travailleur a droit à des conditions de travail qui respecte sa santé, sa sécurité et sa dignité ». 
C’est sur le terrain de la faute inexcusable, en droit de la sécurité sociale, dans le cadre des contentieux engagés devant le tribunal des affaires de la sécurité sociale à l’occasion des affaires « amiantes » en 2002 que l’obligation de sécurité de l’employeur a pris la forme d’une obligation de sécurité de résultat. La Cour de cassation, dans ces arrêts, a affirmé que l’obligation générale de sécurité de l’employeur découlait du contrat de travail conclu entre l’employeur et le salarié. 
Par un arrêt du 28 février 2006, la Cour de cassation a détaché l’obligation de sécurité de résultat de son fondement contractuel en affirmant que cette obligation découlait, non plus du contrat de travail, mais du fondement légal (la directive, et l’article du Code du travail). 
Dès lors, le principe ne s’appliquait plus seulement aux accidents du travail ainsi qu’aux maladies professionnelles, mais à tous les domaines relatifs à la protection de la santé des travailleurs, notamment aux risques psychosociaux. 

## Les risques liés à l’obligation de sécurité de l’employeur
- Accident du travail en France
- Maladie professionnelle
- Risques psychosociaux

## La portée de l’obligation de sécurité de l’employeur
Premièrement, depuis l’arrêt de 2006, l’employeur doit assurer l’effectivité de son obligation de sécurité. Dès lors, cela implique qu’il prenne, d’une part, les mesures nécessaires afin d’éviter la réalisation des risques professionnels, et d’autre part, que les mesures prises soient pertinentes au regard du risque encouru. 
Deuxièmement, l’obligation de sécurité peut se voir décliner en différents degrés d’intensité. En France, l’obligation de sécurité de l’employeur était une obligation de moyen et ce, jusqu’aux arrêts rendus en 2002, où elle est devenue une obligation de résultat. L’obligation de moyen est définie par Gérard Cornu comme « l’obligation pour le débiteur, non de parvenir à un résultat déterminé mais d’y appliquer ses soins et ses capacités de telle sorte que la responsabilité du débiteur n’est engagée que si le créancier prouve, de la part de ce débiteur, un manquement à ses devoirs de prudence et de diligence».
Les arrêts de 2002 ont transposé l’esprit de la directive communautaire de 1989, selon laquelle cette obligation doit être une obligation de résultat. 
Gérard Cornu définit l’obligation de résultat comme « l’obligation pour le débiteur de parvenir à un résultat déterminé, de telle sorte que la responsabilité du débiteur est engagée sur la seule preuve que le fait n’est pas réalisé, sauf à se justifier, s’il le peut, en prouvant que le dommage vient d’une cause étrangère» .
Dès lors, la responsabilité de l’employeur est engagée lorsqu’on identifie soit une simple exposition au risque, soit une réalisation du risque. 
C’est pourquoi, la jurisprudence a admis une nouvelle interprétation incitant les employeurs à déployer des moyens de prévention efficaces, notamment en rendant pertinent l’article L.4121-2 du Code du travail, qui énonce les 9 principes généraux de la prévention. En effet, la jurisprudence a admis l'obligation de sécurité de l’employeur comme une obligation de moyens renforcés. 
Selon la chambre sociale de la Cour de cassation dans un arrêt intitulé « Air France » rendu en date du 25 novembre 2015, l’employeur doit tout mettre en œuvre pour protéger ses salariés. Mais, si dans ces conditions, le risque se produit quand même alors il ne sera pas responsable. Cette interprétation a de nouveau été confirmé par une jurisprudence de 2016. Ainsi, la charge de la preuve reste à la charge de l’employeur mais il pourra cependant s’exonérer de responsabilité s’il démontre avoir pris les mesures prévues par les articles L.4121-1 et L.4121-2 du Code du travail.

## Quelques exemples concernant la mise en œuvre de la prévention des risques professionnels

### La formation professionnelle
L’employeur est débiteur d’une obligation de formation selon l’article L.4141-2 du Code du travail. En effet, l’employeur doit obligatoirement accompagner le salarié dans l’accomplissement des actes de protection de la sécurité sur le temps de travail. 
Ces actions de formation doivent profiter aux nouveaux embauchés, ainsi qu’aux autres salariés à chaque fois que cela est nécessaire. Tous les salariés doivent y être formés à un moment ou à un autre. 
En outre, l’obligation de formation à la sécurité peut varier « selon la taille de l’établissement, la nature de son activité, le caractère des risques qui y sont constatés et le type d’emploi des travailleurs » selon l’article L.4141-3 du Code du travail. 
L’action de formation est définie à l’article L.6313-2 du Code du travail comme « un parcours pédagogique permettant d'atteindre un objectif professionnel ». Les objectifs sont au nombre de quatre et sont listés à l’article L.6313-3 du même Code. 
La voie d’accès à la formation, à l’initiative de l’employeur, est le plan de développement des compétences introduit dans le Code du travail depuis une loi du 31 décembre 1991. 
C’est la concrétisation de son obligation d’adaptation et de formation. Il regroupe l’ensemble des actions de formation organisées par l’employeur.  Selon le Code du travail, l’employeur est soumis à l’obligation de former les salariés sur la sécurité, en vertu l’article L.4141-2 du Code du travail, ainsi que sur le secourisme, selon les articles R. 4224-14 et suivants du même code.

### Les cas liés à l’amiante
Ici, nous pouvons notamment étudier les obligations de l’employeur relative à l’amiante. Ceci est intéressant d’autant plus qu’on sait qu’il y a chaque année 1 700 décès liés à l’amiante. 
Afin de protéger ses salariés, l’employeur dispose de trois axes principaux. Tout d’abord, l’employeur doit informer et former les salariés sur l’amiante. Ainsi, une notice de poste doit être faite pour les travaux qui exposent les salariés à des agents chimiques dangereux comme par exemple l’amiante : R.4412-39 du Code du travail. 
Cette notice informe les salariés sur les risques auxquels ils sont exposés et les mesures prises pour éviter la réalisation du risque.  Elle doit être transmise au médecin du travail pour qu’il donne son avis. L’avis doit ensuite être soumis au CSE. Ceci est notamment prévu par l’article R.4412-116 du Code du travail. 
Des formations doivent aussi être dispensées sur des thèmes comme les précautions à prendre pour prévenir l’exposition à l’amiante ou encore sur l’hygiène à adopter : R4412-87 du Code du travail. 
Ensuite, l’employeur afin de respecter son obligation de sécurité va devoir organiser le travail en tenant compte des effets de l’amiante. 
Ainsi, l’employeur doit prendre les mesures qui vont permettre de réduire au maxime la durée et le niveau d’exposition à l’amiante : R.4412-108 du Code du travail. 
Il doit également mettre à disposition de ses salariés l’ensemble des équipements tant individuels que collectifs adaptés à une exposition à l’amiante : R.4412-110 du Code du travail. 
Enfin, l’employeur doit mettre en place un suivi et une surveillance particulière pour les salariés exposés à l’amiante. 
En effet, les salariés exposés à des agents chimiques dangereux doivent faire l’objet d’un suivi individuel renforcé par le médecin du travail, ceci est prévu par l’article R.4412-44 du Code du travail. 

## Les sanctions en cas de manquement à l’obligation de sécurité

### Les sanctions civiles
Un manquement à l'obligation de sécurité peut également conduire l'employeur à voir sa responsabilité civile engagée devant le pôle social du tribunal judiciaire pour faute inexcusable lorsque les faits sont relatifs ou devant le Conseil des prud'hommes en cas de prise d'acte du salarié. 

#### Versement de dommages-intérêts
Lorsque l’employeur manque à son obligation générale de sécurité, il peut être condamné à verser des dommages et intérêts. En cas d’accident du travail ou de maladie professionnelle, si le pôle social du tribunal judiciaire a reconnu la faute inexcusable de l’employeur, cette reconnaissance ouvre droit à une totale réparation des préjudices subis (souffrances physiques et morales, préjudices esthétiques et d'agrément, préjudices résultant de la perte ou de la diminution des possibilités de promotion professionnelle) par le salarié en vertu de l’article L.452-3 du Code de la Sécurité Sociale. 
Cela ne suppose pas systématiquement qu’il existe un dommage. En effet, l’employeur peut être condamné à verser des dommages et intérêts s’il a privé un salarié de sa visite médicale d’embauche par exemple.
Par ailleurs, lorsque le salarié est licencié pour inaptitude à la suite d'un accident du travail résultant d’un manquement de l’employeur à son obligation de sécurité, il peut contester la validité de son licenciement devant le conseil de prud’hommes et solliciter des dommages et intérêts. Toutefois, l’indemnisation du salarié est limitée aux conséquences de la rupture abusive ou illicite du contrat de travail et le salarié ne peut pas solliciter l'indemnisation du dommage résultant de l’accident, qui relève de la compétence exclusive du pôle social du tribunal judiciaire.
Dès lors que, sous le couvert de demandes indemnitaires fondées sur le manquement de l'employeur à son obligation de sécurité, le salarié, sans contester la rupture de son contrat, demande en réalité la réparation par l'employeur d'un préjudice né de son accident du travail ou de sa maladie professionnelle, c’est le pôle social du tribunal judiciaire qui sera compétent et non le conseil de prud’hommes (Cass. soc., 10 octobre 2018, n° 17-11.019).
Par ailleurs, il existe une indemnisation spécifique prévue en cas d’exposition du salarié à un risque chimique ou biologique. Même s'il n'a développé aucune maladie professionnelle, le salarié a droit, sur le fondement de la responsabilité civile, à des dommages et intérêts au titre de son préjudice d’anxiété. Cette indemnisation particulière, autrefois réservée aux salariés exposés à l’amiante, est désormais généralisée et s’applique pour toute substance nocive ou toxique (Cass. soc., 11 septembre 2019, n° 17-24.879). Pour cela, le salarié doit démontrer en premier lieu qu’il a été exposé à une substance engendre un risque élevé de développer une pathologie grave et enfin, qu’il subit personnellement un préjudice d’anxiété résultant de cette exposition. L’employeur peut toutefois s’exonérer de cette responsabilité s’il justifie avoir respecté son obligation de sécurité en ayant pris toutes les mesures nécessaires pour lutter contre le risque chimique ou biologique.

#### Rupture du contrat de travail
La rupture du contrat de travail peut également être prononcée aux torts de l’employeur : on retrouve la prise d’acte ainsi que la résiliation judiciaire. Cela est couteux pour l’employeur puisque ces deux types de rupture produisent les effets d’un licenciement sans cause réelle et sérieuse. Le salarié qui prend acte de la rupture de son contrat ou sollicite la résiliation judiciaire de celui-ci en raison de la violation par l’employeur de son obligation de sécurité doit démontrer que les manquements étaient suffisamment graves pour empêcher la poursuite du contrat (Cass. Soc., 30 mars 2017, n° 15-24.142).

#### Intervention du juge
Depuis un arrêt du 5 mars 2008 rendu par la chambre sociale de la Cour de cassation, le juge peut intervenir pour annuler une décision d’entreprise prise par l’employeur. En effet, l’employeur doit, par le biais de son obligation générale de sécurité, mettre en œuvre les moyens pour assurer la sécurité des salariés. Cependant, il ne doit pas compromettre la santé des salariés par le biais d’autres décisions. Si tel était le cas, le juge peut annuler de telles décisions.

### Les sanctions pénales
Le manquement à l’obligation de sécurité de l’employeur n’est pas directement sanctionné pénalement. En revanche, le non-respect d’une règle particulière peut donner lieu à une pénalité à condition que le texte concerné prévoit expressément une telle sanction.

#### Sanctions prévues par le code du travail
La responsabilité pénale de l’employeur peut-être engagée en cas de non-respect des dispositions sur l’hygiène et la sécurité énumérées par la Code du travail, sur le fondement de l’article L.4741-1 du Code du travail.  Selon l’article L.4741-1 du Code du travail, la sanction prévue est de 10 000 euros d’amende, et 30 000 euros d’amende en cas de récidive.

#### Sanctions prévues par le code pénal
Le code pénal vise et réprime les homicides ou les atteintes à l’intégrité de la personne. En cas d’accident du travail, l’employeur peu le cas échéant, être poursuivi sur ce fondement s’il s’avère qu’il a commis une faute « par maladresse, imprudence, inattention, négligence ou manquement à une obligation de prudence ou de sécurité imposée par la loi ou le règlement ». Les peines peuvent aller jusqu’à trois ans de prison et 45 000 euros d’amende selon les articles 221-6, 222-19, R.622-1 et R.625-2 et suivants du code pénal. 
En vertu des articles 221-6, 222-19, 222-20, et R.625-3 du code pénal, en cas de violation manifestement délibérée d'une obligation particulière de prudence ou de sécurité imposée par la loi ou le règlement, les peines sont alourdies.
D'autre part, le fait « d'exposer directement autrui а un risque immédiat de mort ou de blessures de nature а entrainer une mutilation ou une infirmité permanente par la violation manifestement délibérée d’une obligation de prudence ou de sécurité imposée par la loi ou le règlement » est puni d'un an d'emprisonnement et de 15 000 euros d’amende selon l’article 223-1 du code pénal.